# Очард Хилс (Пенсилванија)
Очард Хилс (енгл. Orchard Hills) насељено је место без административног статуса у америчкој савезној држави Пенсилванија.

## Демографија
По попису из 2010. године број становника је 1.952, што је 200 (-9,3%) становника мање него 2000. године.
| Група             | 2000.         | 2010.         |
| Белци             | 2.103 (97,7%) | 1.922 (98,5%) |
| Афроамериканци    | 11 (0,5%)     | 15 (0,8%)     |
| Азијати           | 10 (0,5%)     | 3 (0,2%)      |
| Хиспаноамериканци | 15 (0,7%)     | 7 (0,4%)      |
| Укупно            | 2.152         | 1.952         |